# Медий
Медий (медия, медиум, средний залог лат. genus medium, др.-греч. μεσότης, медиальный залог англ. middle voice) — залог, существующий в некоторых языках.
Обозначает действие, сосредоточенное на субъекте, в то время как объект этого действия не важен. Аналогом в русском могут служить конструкции с глаголами «ругаться», «кусаться» и пр.
В традиционных грамматиках русского языка — непереходные глаголы без возвратного окончания -сь или -ся, либо непереходные глаголы с окончанием -ся, не имеющие соотносительных форм без -ся и не представляющие явно возвратного или взаимного значения.
Полнее всего сохранился в санскрите и греческом языке.
В грамматике английского языка медий не входит в номенклатуру категорий английского глагола, однако авторы и практических, и теоретических грамматик английского языка на протяжении почти ста лет обращаются к теме среднего залога, приводя примеры и аргументы по данному вопросу.